# Francisco Herranz

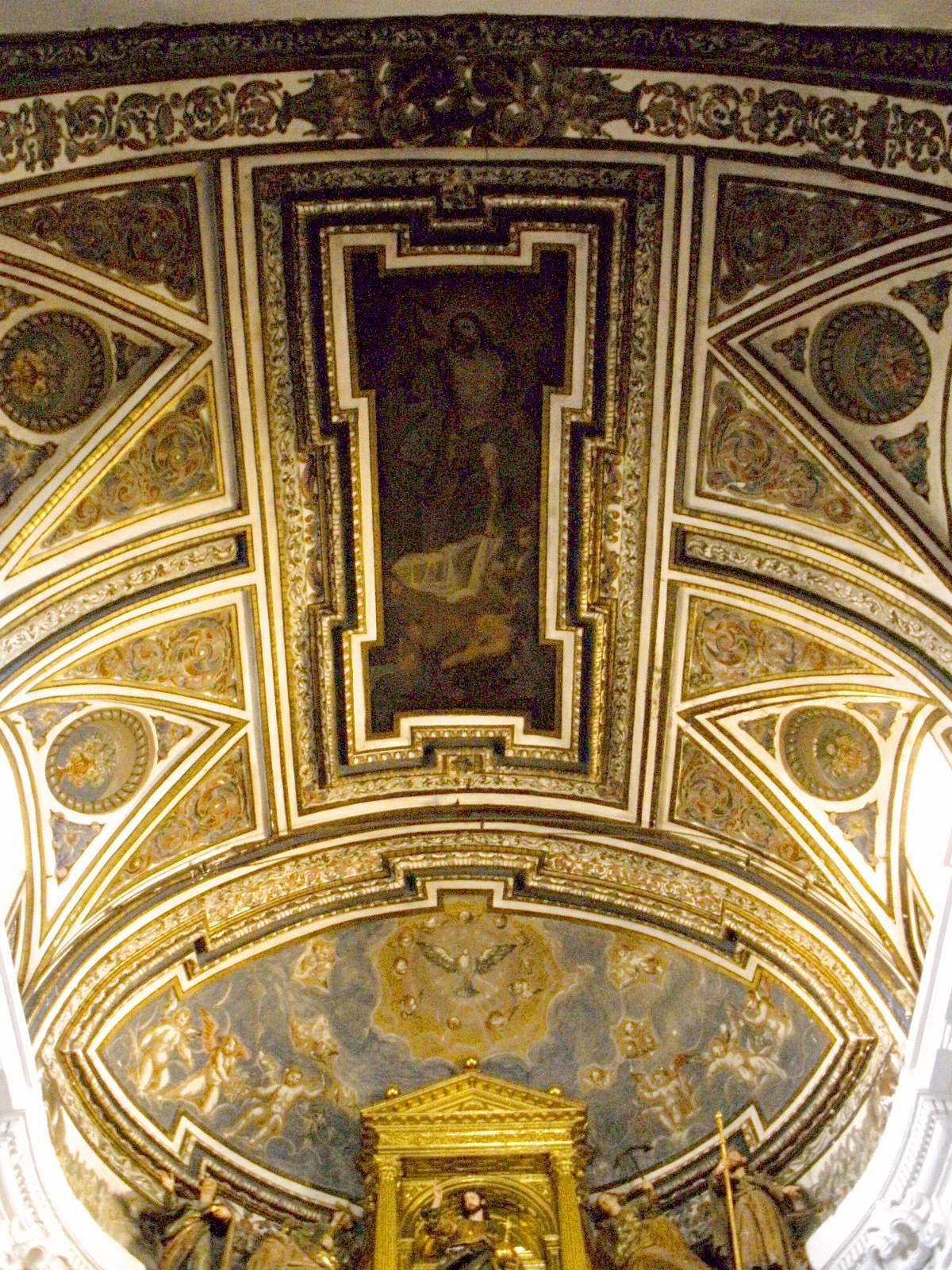
Resurrección, bóveda del presbiterio de la iglesia de San Andrés de Segovia.

Francisco Herranz fue un pintor barroco español activo en Segovia en las tres últimas décadas del siglo XVII.
Seguidor en cuanto a su estilo del madrileño Francisco Camilo, aunque con propiedad no podría ser considerado discípulo, de 1674 a 1689 trabajó en las vidrieras del crucero y el presbiterio de la catedral de Segovia, experiencia que le sirvió para redactar un breve tratado con el título Modo de hacer vidrieras. De él se conserva en la misma catedral una copia manuscrita del perdido original, publicada por Víctor Nieto Alcaide en 1967.
Fernando Collar de Cáceres le atribuyó los cuadros de temas evangélicos del presbiterio de la iglesia de San Andrés, descartando una anterior atribución a Alonso de Herrera. Su relación con este templo se extendió en el tiempo y abarcó trabajos diversos, sin desdeñar los puramente artesanales, dada la modesta condición del pintor. Ya en 1672 se le pagaron 2700 reales por limpiar y componer los cuadros del retablo mayor, obra estos sí de Herrera, y cuatro años más tarde, en 1676, cobró por la pintura de doce cuadros al óleo encastrados en los muros y bóveda del presbiterio, seis de asunto evangélico (Oración del Huerto, Cristo a la columna, Cristo con la cruz a cuestas, Estenuación (sic) de Nuestra Señora, Concepción y Resurrección) y seis santos (San Pedro, San Pablo, San Frutos, San Jeroteo, San Antonio de Padua y Santo Domingo). Además pintó para la misma iglesia escudos de armas y rótulos, y cobró por la hechura de dos marcos, arreglos en el púlpito y barnizado de puertas.
En 1695 se ocupó de la tasación de las pinturas en el inventario de los bienes de Andrés Gómez, titulado médico de cámara de Segovia, una práctica habitual entre los pintores y que les servía como complemento a sus ingresos con el trabajo de pincel.
Obra suya documentada es la pintura de San Lorenzo como diácono que ocupa el remate del retablo colateral del Santo Cristo en la iglesia de San Miguel, por la que en 1699 se le libraron 240 reales. La anotación del pago en el Libro de Fábrica parroquial lo llama becino desta ciudad, lo que puede indicar que no hubiese nacido en ella. Por su cercanía estilística con esta pintura, Tabar Anitua le atribuyó también dos de los cuadros de la capilla de los Ayala de la catedral segoviana, los que representan a san Frutos, eremita y patrón de Segovia, y san Jeroteo, al que los falsos Cronicones de Jerónimo Román de la Higuera hacían primer obispo de Segovia tras serlo de Atenas.